# Osztap Bender
Osztap Bender Ilf és Petrov szovjet írók által kitalált irodalmi alak. Több néven is ismert: Osztap Szulejman Berta Maria Bender-Bej (Tizenkét szék, 1928) és Bender Zadunajszkij (Az aranyborjú, 1931). Érdekesség, hogy az írók sorshúzással döntve Bender sorsáról a Tizenkét székben halálra ítélték, de – az olvasók kérésére – Az aranyborjúban újra életre keltették.
„A fiatalembert Osztap Bendernek hívták. Életrajzából rendszerint csak egyetlen részletet volt hajlandó elárulni: Apám – szokta mondani – török alattvaló volt.”

## Történetek
Ippolit Matvejevics szenvedélyesen keresi az elhunyt anyósa egyik székébe rejtett kincseket. Osztap Bender, a „nagy kombinátor” csatlakozik hozzá. Nem tudni, hová került a tizenkét szék, és melyikben van az ékszer. Komikus hajsza indul a kincsek után, a regény tulajdonképpen az 1920-as évek Szovjetuniójának humoros-szatirikus korrajza. Osztap Bender mintegy önmaga karikatúrájaként ebben a közegben lebeg.
Osztap Bendernek már csak egy forradás őrzi a nyakán a Tizenkét szék halálos emlékét, bár „a nagy kombinátor nem volt többé. Nyakát borotva metszette át.”
Osztap Bender egy kénsárga gépkocsiban közelít új kalandja felé. Milliomos akar lenni csavaros eszében bízva. És amíg Bender eljut ezen a tragacson a milliókig, addig ragyog a két kiváló társszerző csillogó humora.